# La pista de hielo
La pista de hielo es la segunda novela del escritor chileno Roberto Bolaño, publicada inicialmente en 1993 y luego reeditada los años siguientes en diversas editoriales.
Aunque suele ser considerada la primera novela de Bolaño, ya habían aparecido anteriormente en 1984 La senda de los elefantes, que posteriormente fue reeditada en 1999 por Anagrama bajo el título de Monsieur Pain, así como Consejos de un discípulo de Morrison a un fanático de Joyce, escrita en colaboración con el catalán A. G. Porta.

## Historia editorial
Este libro fue publicado por primera vez en España, en una edición limitada, como la decimoquinta obra de narrativa publicada por la Fundación Colegio del Rey, luego de haber obtenido el Premio Ciudad Alcalá de Henares. La ilustración de su portada es una fotografía de la pintura Sin título, de Hilla Schürholz (1991).
El mismo año fue reeditada en Chile por la Editorial Planeta, con la ilustración Alegría de muchacha frente al sol de Joan Miró en su portada. En 2003 se publicó por Seix Barral y en 2009 por Anagrama, esta última con una fotografía de Ullsteinbild / ALINARI Archives, Florencia como portada.

## Personajes
Hay tres personajes principales de cuyos puntos de vista se cuenta la novela. Gaspar Heredia (Gasparín), un poeta con rasgos de Bolaño, es sereno de noche en un campamento, quien se había mudado de Barcelona hasta un pueblo en la Costa Brava, llamado «Z». (El camping y el sereno también aparecen en Los detectives salvajes, donde el sereno se llama Arturo Belano, quien personifica al escritor.) Remo Morán, chileno y anteriormente escritor, es propietario de tiendas y locatario del camping en que trabaja Gasparín. Los dos se conocieron en México, D.F. y participaron en un viaje hacia el norte de México que es parte integral de la trama de Los detectives salvajes. Enric Rosquelles, funcionario y mano derecha de la alcaldesa de Z. El elenco también incluye a Nuria Martí, una patinadora, querida por Rosquelles pero que tiene una relación amorosa con Morán. Pilar, la ex de Morán y madre de su hijo quien trabaja para los Servicios Sociales dirigidos por Rosquelles. Carmen, una cantante de la calle y su amiga Caridad, quien tendrá una relación amorosa con Heredia. El Recluta, un vagabundo, que recibió su apodo de su amiga Carmen con quien quiere acostarse.

## Argumento
| «Si he de vivir que sea sin timón y en el delirio.» —epígrafe de Mario Santiago. Verso basado en uno de Gilberto Owen. |

La novela cuenta la historia de un extraño asesinato, contada en contrapunto por tres narradores, el chileno Remo Morán, el mexicano Gaspar Heredia y el español-catalán Enric Rosquelles, que intercalan sus declaraciones independientemente en cada capítulo. En la técnica polifónica utilizada se entrevé un precedente de la segunda parte de Los detectives salvajes.
Cada uno de los tres testigos cuenta su propia versión del crimen que tuvo lugar en la pista de hielo desde un punto de vista retrospectivo. Sin embargo, el lector —igual que un detective— puede comparar la información e intentar sacar conclusiones sobre lo que realmente ha acontecido. Este elemento de un dato escondido hace que la novela de Bolaño tenga mucho en común con las novelas policíacas.
Según el propio autor, esta novela habla «de la belleza, que dura poco y cuyo final suele ser desastroso».
La obra toca temáticas como el exilio, que también están presentes en otras de sus obras.

## Estructura

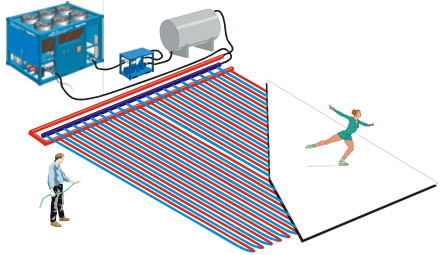
Componentes para la construcción de una pista de hielo artificial como la de la novela.

Al igual que su otra novela Nocturno de Chile, esta obra no posee puntos y aparte, si bien, a diferencia de la anterior, sí está dividida en capítulos.
Los eventos transcurren, al igual que en El Tercer Reich, en un pueblo (aquí apodado Z) de la Costa Brava en Cataluña, durante el transcurso de la temporada de verano. De hecho se menciona el mismo hotel Del Mar que en aquella novela. Las procedencias de sus personajes tienen que ver con los lugares en donde el autor ha vivido (Chile, México, España) y uno de los trabajos que se presentan en profundidad es uno en los que se desempeñó por un tiempo: el de vigilante nocturno de un campamento de Castelldefels, cerca de Barcelona.

## Recepción y crítica
Esta novela inicialmente pasó casi completamente desapercibida tanto por el público como por la crítica especializada, como todas las obras de Bolaño previas a La literatura nazi en América. Sin embargo, luego de volverse un autor reconocido, algunos críticos comenzaron a analizar y comentar los primeros trabajos del autor.

## Análisis de la obra
El crítico chileno Rodrigo Pinto reconoce en La pista de hielo rasgos notorios de la novela policial, si bien afirma que lo verdaderamente importante en ella es «la vida marginal y castigada de la mayoría de los personajes, cuya búsqueda errabunda parece limitarse a encontrar un lugar en donde apenas sobrevivir». Una opinión parecida tienen el escritor y el crítico argentinos Elvio Gandolfo y Leonardo Tarifeño; mientras el primero afirma que a pesar de su apariencia de novela policial, no es una obra del género, Tarifeño opina que más que una novela policial, se trata de un thriller.
El crítico Michel Nieva, por su parte, destaca de esta obra un primer intento del autor por incluir la polifonía en su estructura, lo cual años más tarde Bolaño perfeccionaría en Los detectives salvajes y 2666. Este recurso, afirma, se asemeja al utilizado por William Faulkner en su novela Mientras agonizo, así como por Ryūnosuke Akutagawa en su cuento «Rashōmon». También con respecto a su estructura, los críticos Luis Martín-Estudillo y Luis Bagué Quílez reconocen en ella un primer acercamiento de lo que más adelante desarrollaría Bolaño en la segunda parte de las tres que dividen su novela Los detectives salvajes (1998).

## Adaptaciones
En 2015 se dio a conocer que la directora de cine Valeria Sarmiento, viuda de Raúl Ruiz, quiere llevar esta novela al cine, con guion del escritor argentino Alan Pauls y con la actuación del chileno Benjamín Vicuña en uno de los papeles protagónicos.
En julio de 2018 se estrenó una ópera basada en esta novela titulada The Skating Rink, con música de David Sawer y dramaturgia de Rory Mullarkey.